# Camerouns fodboldlandshold
Camerouns fodboldlandshold er det nationale fodboldhold i Cameroun og bliver administreret af Fédération Camerounaise de Football og er Afrika mest succesfulde hold. Holdet har deltaget i VM 5 gange. Det var det første afrikanske hold, der nåede kvartfinalerne, i 1990, tabte til England i ekstra spilletid. De har også vundet African Nations Cup 4 gange og guldmedalje i Sommer-OL 2000.